# Klimatkampen
Klimatkampen är en svensk TV-serie producerad av UR år 2021 och som hade premiär på SVT under 2022. Säsong 1 bestod av 6 program. Säsong 2 har premiär på SVT och UR Play den 22 februari 2023. Även säsong 2 består av sex avsnitt. Programledare är Mark Levengood som till sin hjälp har Ellen Sarri Littorin.

## Handling
I serien flyttar fyra kända svenskar in på en ekogård i syfte att ändra sina beteenden och bli mer klimatsmarta. De får lära sig att tänka nytt kring mat, transporter, konsumtion och invanda mönster. De deltar i olika frågesporter och berättar om sin belastning på klimatet. Efter en veckas utbildning får de testa vad som de lärt sig hemma för att ställa om. Serien avslutas med att deltagarna ska ta klimatexamen.

## Medverkande tävlande

### Säsong 1
- Nikki Amini
- Filip Lamprecht
- Arja Saijonmaa
- Claes Malmberg

### Säsong 2[5]
- Julia Dufvenius
- Dragomir Mrsic
- Ellen Bergström
- Farao Groth